# Fender Performer
A Fender Performer egy amerikai stílusban készített elektromos gitár, melyet a Fender Japan készített. Az iránta mutatkozó csekély kereslet miatt még a bemutatás évében, 1986-ban ki is vonták a forgalomból. A gitár a CBS-korszak által jelentett pénzügyi krízis közepén jelent meg. A tervek szerint ez a modell hozta volna vissza a Fender régi hírnevét. A Performerből később basszusgitár változat is készült.

## Szerkezete
A Performer különleges, mély bevágásokkal rendelkező testformát kapott. A test emlékeztet a Stratocasterek formájára, de annál szögletesebb kontúrja van. A fej háromszög alakú, mint a  Fender Japan által készített Stratocaster kópiáknak, valamint a később megjelenő, és szintén bukást hozó Katana modellen. A nyak jávorfa, fogólapja 24 érintős. A gitár lebegő tremolószerkezetet kapott. A részletek kidolgozása rendkívül jó minőségű. A hangolókulcsok mind zártak, a jack aljzat is eltér a többi Fender gitárnál megszokottól. A hangszedők egyedi, ikertekercses modellek. Érdekességük, hogy a Telecaster, illetve Stratocaster modellek híd oldali egységeihez hasonlóan itt is el vannak ferdítve kissé. A szabályzók egy hangerő, egy hangszín, valamint egy háromállású hangszedőváltó-kapcsolóból állnak. A hangszedők tekercselése megfelezhető, aminek köszönhetően az ikertekercses (humbucker) hangzás egytekercses (single coil) hangzássá alakítható át, mely csilingelőbb, fényesebb hangszínt eredményez.